# Schefflera longifolia
Schefflera longifolia là một loài thực vật có hoa trong Họ Cuồng cuồng. Loài này được (Blume) R.Vig. miêu tả khoa học đầu tiên năm 1909.